# Gervásio Cardoso de Jesus da Silva
Gervásio Cardoso de Jesus da Silva ist ein osttimoresischer Politiker und Mitglied der linksorientierten FRETILIN.
Bei den Wahlen zur Verfassunggebenden Versammlung am 30. August 2001 gewann Silva das Direktmandat seines Heimatdistrikts Cova Lima. Hier war er Mitglied des Thematischen Ausschusses I.
Mit der Unabhängigkeit Osttimors am 20. Mai 2002 wurde die Versammlung zum Nationalparlament und Silva Abgeordneter. Nach den Neuwahlen im Juni 2007 schied Silva aus dem Parlament aus.